# Mohammed Aman

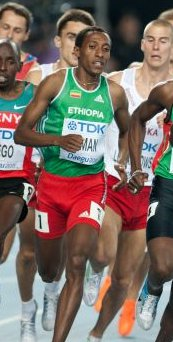
Aman tijdens de WK 2011 in Daegu.

Mohammed Aman, ook bekend als Mohammed Gelato (Asela, 10 januari 1994) is een Ethiopische atleet, die zich heeft gespecialiseerd in de middellange afstand en met name de 800 m. Op dat onderdeel behaalde hij diverse successen bij de junioren en werd hij de jongste wereldindoorkampioen ooit. Ook heeft hij de beste prestatie ooit op zijn naam staan op de 800 m out- en indoor bij de B-junioren (U18). Hij vertegenwoordigde zijn vaderland bij de Olympische Spelen van 2012 (Londen). In 2013 veroverde hij de wereldtitel bij de senioren.

## Biografie

### Begin carrière: te jong
Mohammed Aman werd geboren in Asela, waar onder andere oud-olympisch kampioen Haile Gebrselassie ook is geboren. Als stadsjongen begon hij op twaalfjarige leeftijd met hardlopen door een programma van de Ethiopische atletiekbond. Het talent van Aman werd al vrij snel duidelijk: met veertien jaar maakte Aman zijn internationale debuut in Abaju, waar hij 1.50,24 liep. Een jaar later, in 2009, verbeterde hij zich naar 1.46,34 en liep hij tevens bij de Afrikaanse juniorenkampioenschappen naar een eerste positie op de 800 m. Uit een onderzoek, geleid door de IAAF in 2011 bleek echter, dat Aman bij die kampioenschappen niet oud genoeg was geweest om deel te mogen nemen. Om deel te mogen nemen aan internationale juniorenkampioenschappen moet een atleet in het desbetreffende jaar op z'n minst zestien jaar worden. Doordat Aman is geboren op 10 januari 1994 was hij tien dagen te jong om startgerechtigd te zijn. De titel raakte Aman daardoor weer kwijt. 
Een jaar later nam Aman deel aan de eerste editie van de Olympische Jeugdzomerspelen. Op de 1000 m won hij het goud in 2.19,54. Op de 800 m was hij dat jaar minder succesvol. Hij kwam niet verder dan 1.48,50, ruim twee seconden boven zijn tijd van het jaar ervoor.

### Doorbraak
In het jaar 2011 pakte Aman wel legitiem de titel bij de Afrikaanse juniorenkampioenschappen. Hierdoor was hij ook favoriet voor de titel bij de wereldkampioenschappen voor B-junioren in datzelfde jaar. Hij werd uiteindelijk verslagen door Leonard Kirwa Kosencha, die in de finale het officieuze wereldrecord voor B-junioren verbeterde tot 1.44,08. Aman liep zelf 1.44,68, wat wel goed was voor een nationaal record. Aman plaatste zich ook voor de wereldkampioenschappen in Daegu. De zeventienjarige atleet bereikte hier vrij gemakkelijk de halve finale, die hij verrassend won in een nationaal record van 1.44,57. In de finale kwam hij echter tekort en eindigde hij als achtste en laatste in 1.45,93.
In het naseizoen van 2011 verraste Aman iedereen door bij een wedstrijd in Milaan wereldrecordhouder David Rudisha te verslaan, wat sinds de WK in 2009 niemand was gelukt. Ook scherpte Aman het nationale record verder aan en verbeterde hij tevens het record bij de B-junioren van Leonard Kirwa Kosencha naar 1.43,37, tijdens de Rieti Meeting. 

### Wereldindoorkampioen
Het indoorseizoen van 2012 verliep uitstekend voor Aman, die in Istanboel bij de wereldindoorkampioenschappen op de 800 m naar de gouden medaille wist te snellen in 1.48,36. Hij werd daarmee zowel de jongste als de langzaamste wereldindoorkampioen op de afstand. Aman liet de WK voor junioren van 2012 van Barcelona schieten om zich te kunnen concentreren op de Olympische Spelen van Londen. In Londen kon hij in de finale niet meestrijden om de medailles. Op de 800 m werd hij zesde, maar hij verbeterde wel zijn nationale record tot 1.43,20. Later tijdens de Weltklasse Zürich verbeterde hij dit nog verder tot 1.42,53 en versloeg voor de tweede keer David Rudisha, die sinds zijn vorige nederlaag tegen Aman ongeslagen was. Dankzij deze overwinning bleef hij Rudisha voor in het klassement van de Diamond League, waardoor hij een diamant ter waarde van $40.000 won.

### Wereldkampioen
In 2013 bevestigde Mohammed Aman zijn pas verworven status door op de WK in Moskou, bij ontstentenis van rivaal Rudisha, op de 800 m de titel voor zich op te eisen in 1.43,31. De Amerikaan Nick Symmonds werd tweede in 1.43,55 en Ayanleh Suleiman uit Djibouti derde in 1.43,76. De kers op de taart van dat jaar was vervolgens zijn overwinning in de Memorial Van Damme, waar hij op de 800 m zijn eigen nationale record verbeterde tot 1.42,37. Hij behaalde er tevens in de Diamond League-serie van 2013 de eindzege mee op dit onderdeel en werd opnieuw een kostbare diamant rijker.      

## Titels
- Wereldkampioen 800 m - 2013
- Wereldindoorkampioen 800 m – 2012, 2014
- Olympisch jeugdkampioen 1000 m – 2010
- Afrikaans juniorenkampioen – 2009, 2011

## Persoonlijke records
Outdoor
| Onderdeel   | Prestatie           | Datum            | Plaats      |
| ----------- | ------------------- | ---------------- | ----------- |
| 800 m       | 1.42,37 (nat. rec.) | 6 september 2013 | Brussel     |
| 1000 m      | 2.19,54             | 22 augustus 2010 | Singapore   |
| 1500 m      | 3.43,52             | 12 juni 2011     | Brazzaville |
| 1 Eng. mijl | 3.57,14             | 4 juni 2011      | Eugene      |

Indoor
| Onderdeel | Prestatie           | Datum            | Plaats    |
| --------- | ------------------- | ---------------- | --------- |
| 600 m     | 1.15,60             | 3 februari 2013  | Moskou    |
| 800 m     | 1.45,05 (nat. rec.) | 21 februari 2013 | Stockholm |

## Prestatieontwikkeling
| Jaar | Prestatie |
| ---- | --------- |
| 2008 | 1.50,29   |
| 2009 | 1.46,34   |
| 2010 | 1.48,50   |
| 2011 | 1.43,37   |
| 2012 | 1.42,53   |
| 2013 | 1.42,37   |

## Palmares

### 800 m
- 2009: DQ Afrikaanse juniorenkamp. – 1.48,82
- 2011:  Afrikaanse juniorenkamp. – 1.46,62
- 2011:  WK voor B-junioren – 1.44,68
- 2011: 8e WK – 1.45,93
- 2012:  WK indoor – 1.48,36
- 2012: 6e OS - 1.43,20
- 2013:  WK – 1.43,31
- 2014:  WK indoor - 1.46,40
- 2014:  IAAF Continental Cup - 1.45,34
- 2015: DQ in ½ fin. WK (in serie 1.47,87)
- 2016: 4e WK indoor - 1.47,97
- 2016: 8e in ½ fin. OS - 1.46,14
- 2017: 6e WK - 1.46,06

Diamond League-podiumplekken
- 2011:  Memorial Van Damme – 1.44,29
- 2012:  Prefontaine Classic – 1.43,74
- 2012:  DN Galan – 1.43,56
- 2012:  Weltklasse Zürich - 1.42,53
- 2012:  Eindzege Diamond League
- 2013:  Qatar Athletic Super Grand Prix – 1.44,21
- 2013:  Prefontaine Classic – 1.44,42
- 2013:  Golden Gala – 1.43,61
- 2013:  Sainsbury's Grand Prix – 1.45,18
- 2013:  Athletissima – 1.43,33
- 2013:  Memorial Van Damme – 1.42,37[7]
- 2013:  Eindzege Diamond League
- 2014:  Qatar Athletic Super Grand Prix – 1.44,49
- 2014:  Golden Gala – 1.44,24
- 2014:  Herculis – 1.42,83
- 2015:  Prefontaine Classic – 1.44,92
- 2015:  Golden Gala – 1.43,56
- 2015:  Weltklasse Zürich – 1.45,83
- 2016:  Prefontaine Classic – 1.44,70

### 1000 m
- 2010:  Olympische Jeugdspelen – 2.19,54

Diamond League-podiumplekken
- 2014:  1000 m Memorial Van Damme – 2.15,75

1983 Willi Wülbeck ·
1987 Billy Konchellah ·
1991 Billy Konchellah ·
1993 Paul Ruto ·
1995 Wilson Kipketer ·
1997 Wilson Kipketer ·
1999 Wilson Kipketer ·
2001 André Bucher ·
2003 Djabir Saïd-Guerni ·
2005 Rashid Ramzi ·
2007 Alfred Kirwa Yego ·
2009 Mbulaeni Mulaudzi ·
2011 David Rudisha ·
2013 Mohammed Aman · 
2015 David Rudisha · 
2017 Pierre-Ambroise Bosse · 
2019 Donavan Brazier · 
2022 Emmanuel Korir · 
2023 Marco Arop